# Campeonato Mundial de Patinaje de Velocidad sobre Hielo de 2000
El XCIV Campeonato Mundial de Patinaje de Velocidad sobre Hielo se celebró en Milwaukee (Estados Unidos) del 5 al 6 de febrero de 2000 bajo la organización de la Unión Internacional de Patinaje sobre Hielo (ISU) y la Asociación Estadounidense de Patinaje de Velocidad sobre Hielo.
Las competiciones se realizaron en el Pettit National Ice Center. Participaron en total 48 patinadores de 15 países.

## Resultados

### Masculino
| Evento                        | Oro                                        | Plata                                    | Bronce                                      |
| ----------------------------- | ------------------------------------------ | ---------------------------------------- | ------------------------------------------- |
| 500 m (05.02)                 | Choi Jae-Bong Corea del Sur 36,01 s        | Ådne Søndrål · Noruega · 36,08 s         | Ids Postma · Países Bajos · 36,56 s         |
| 1500 m (06.02)                | Ådne Søndrål · Noruega · 1:47,85           | Petter Andersen · Noruega · 1:49,29      | Ids Postma · Países Bajos · 1:50,28         |
| 5000 m (05.02)                | Gianni Romme · Países Bajos · 6:26,14      | Frank Dittrich · Alemania · 6:36,02      | Bart Veldkamp · Bélgica · 6:36,78           |
| 10 000 m (06.02)              | Gianni Romme · Países Bajos · 13:23,49     | Bart Veldkamp · Bélgica · 13:40,77       | Frank Dittrich · Alemania · 13:42,03        |
| Clasificación general (06.02) | Gianni Romme · Países Bajos · 153,277 pts. | Ids Postma · Países Bajos · 155,433 pts. | Rintje Ritsma · Países Bajos · 155,882 pts. |

### Femenino
| Evento                        | Oro                                           | Plata                                               | Bronce                                        |
| ----------------------------- | --------------------------------------------- | --------------------------------------------------- | --------------------------------------------- |
| 500 m (05.02)                 | Edel Therese Høiseth · Noruega · 39,48        | Maki Tabata Japón 39,68                             | Emese Hunyady · Austria · 39,78               |
| 1500 m (06.02)                | Maki Tabata Japón 1:59,52                     | Claudia Pechstein · Alemania · 1:59,97              | Gunda Niemann-Stirnemann · Alemania · 2:00,62 |
| 3000 m (05.02)                | Claudia Pechstein · Alemania · 4:06,44        | Gunda Niemann-Sternemann · Alemania · 4:06,83       | Maki Tabata Japón 4:13,79                     |
| 5000 m (06.02)                | Gunda Niemann-Sternemann · Alemania · 7:02,11 | Claudia Pechstein · Alemania · 7:05,87              | Maki Tabata Japón 7:14,78                     |
| Clasificación general (06.02) | Claudia Pechstein · Alemania · 163,830 pts.   | Gunda Niemann-Stirnemann · Alemania · 163,9985 pts. | Maki Tabata Japón 165,296 pts.                |

## Medallero
- Solo se otorgan medallas en la clasificación general.

| Núm. | País         | Oro | Plata | Bronce | Total |
| ---- | ------------ | --- | ----- | ------ | ----- |
| 1    | Países Bajos | 1   | 1     | 1      | 3     |
| 2    | Alemania     | 1   | 1     | 0      | 2     |
| 3    | Japón        | 0   | 0     | 1      | 1     |
|      | TOTAL        | 2   | 2     | 2      | 6     |